# 麥兜噹噹伴我心
《麥兜噹噹伴我心》，是2012年由謝立文編劇及導演的香港動畫電影，是《麥兜電影系列》第五集，由黄秋生、吴君如、胡歌、鄭中基和許飛擔任配音。於2012年7月10日先在中國大陸上映，後於2012年8月16日在香港及澳門上映。

## 故事簡介
春田花花幼稚園出現嚴重經濟困難，面臨結業危機，校長身兼數職努力維持經營，為了挽救幼稚園，校長召集校友召開籌款晚會，幫助救回幼稚園，只是春田花花的校友今日未能飛黃騰達，籌款寥寥無幾，最後籌得的錢只夠大家吃頓火鍋。
麥兜與其他小朋友組成“春田花花合唱團”出show救亡，他們到過沒有人的商場演唱、又做過生日會、婚禮的嘉賓、錄過一夜爆紅的廣告金曲，遇到過騙錢失蹤的膠牌經理人，甚至還受邀在喪禮上獻歌一曲，過程裡見識了世間各式變幻無厘頭——唯一不變的，就只有愛和音樂。

## 聲音演出
| 角色               | 粵語配音 | 普通话配音 |
| 麥兜               | 張正中 | 張正中     |
| 麥太               | 吳君如 | 吳君如     |
| 校長               | 黃秋生 | 黃秋生     |
| 大M （膠牌經理人） | 鄭中基 | 鄭中基     |
| Miss Chan          | The Pancakes | 許飛       |
| 成人麥兜           | 鄭中基 | 胡歌       |
| 吳曾昭順           | 羅瑋琛 | 羅瑋琛     |
| 華仔               | 劉祖德 |            |
|                    | 楊學德 伍卓賢 林澤群 謝月美 郭碧珍 黎景全 李鎮洲 盧富泰 邱萬城 陳旭恆 李建良 陳楚鍵 陳仕文 盧行偉 何均源 張一鳴 鄭應錚 容逸恆 陳振聲 黃文偉 葉惠虹 蘇青鳳 梁俊勇 梁瑞儀 黃文慧 施輝愷 寧川 葉子晞 李閱 |            |

## 製作過程
該片是繼「麥兜響噹噹」三年後的最新作品，麥兜主創團隊於2012年完成了「麥兜電影」第五部，並於製作完結後命名「麥兜噹噹伴我心」。

## 原聲音樂
本片由伍卓賢擔任配樂，原來本片最大特色是音樂元素，並且改編和加插了多首古典名曲與流行曲，在上映後成為各觀眾的最大亮點。
1. 鴨鴨鴨鴨
2. 請你唱個歌吧
3. 熱情的沙漠
4. 林蔭下你的光芒 (原曲: 莫札特《唐·喬凡尼》小夜曲)
5. 春風親吻我像蛋撻 (原曲: 舒伯特D935即興曲第三首)
6. 車車車車（原曲：哈恰圖良馬刀舞曲）
7. 春天花花 (原曲: 莫札特K311鋼琴奏鳴曲第一樂章)
8. 切記剪腳甲 (原曲: 奥芬巴哈康康舞曲)
9. 吃蕉好孩子
10. 夏日雞雞
11. 你的扣肉（原曲：帕海貝爾卡農)（劉德華客串）
12. 一身豬腩肉 (原曲: 莫札特K311鋼琴奏鳴曲第三樂章)
13. 風吹雞蛋殼（原曲：遠い日の歌）
14. 孟德爾頌乘着歌聲的翅膀

## 外部連結
- 官方網頁（繁體）
- 官方網頁（簡體）
- 開眼電影網上《麥兜噹噹伴我心》的資料（繁體中文）
- 豆瓣电影上《麥兜噹噹伴我心》的資料 （简体中文）
- 时光网上《麥兜噹噹伴我心》的資料（简体中文）
- AllMovie上《麥兜噹噹伴我心》的资料（英文）
- 香港影庫上《麥兜噹噹伴我心》的資料（繁體中文）
- 互联网电影数据库（IMDb）上《麥兜噹噹伴我心》的资料（英文）